# Exclaim!
Exclaim! è una rivista canadese di musica e intrattenimento, che offre una copertura approfondita della nuova musica di tutti i generi con un'attenzione particolare agli artisti canadesi ed emergenti. Il mensile Exclaim! in versione cartacea pubblica 7 numeri all'anno, distribuendo oltre 103 000 copie in oltre 2.600 località in tutto il Canada. La rivista ha una media di 361.200 lettori mensili, il sito web, exclaim.ca, aggiornato quotidianamente con le ultime notizie, recensioni, interviste, anteprime e servizi, ha una media di 675.000 visitatori unici al mese.
Exclaim! è anche presente sui social media Facebook, Twitter e Instagram ed ha un canale YouTube, Exclaim! TV, con videointerviste con musicisti, nonché esibizioni uniche dal vivo.
Exclaim! copre festival cinematografici, come il Toronto International Film Festival (TIFF), il Sundance Film Festival, l'Hot Docs Documentary Film Festival e il Toronto After Dark Film Festival, e pubblica interviste con numerosi registi e star del cinema di alto profilo.

## Storia editoriale
Exclaim! iniziò da una discussione tra i programmatori radio del campus dell'Università Ryerson e dell'emittente CKLN-FM di Toronto nel 1991. Fu avviata dai programmatori dell'allora CKLN Ian Danzig e Ron Anicich, insieme ad altri programmatori e musicisti di Toronto. L'obiettivo della pubblicazione era quello di supportare la musica canadese che altrimenti sarebbe rimasta sconosciuta. Il gruppo ha lavorato fino al 1991 per produrre il primo numero nell'aprile 1992; da allora sono stati prodotti numeri mensilmente.
Ian Danzig è stato il redattore capo della rivista sin dal suo inizio. Anicich era il redattore fondatore della rivista e nel 1995 gli successe James Keast. James Keast è stato redattore capo fino al 2020.
La rivista non aveva un nome ufficiale per il suo primo anno di attività e usava solamente il logo "! * @ #" in copertina; il nome Exclaim! fu inserito dopo che Danzig si rese conto che la sua crescita e il fascino per gli inserzionisti erano limitati dalla tendenza dei lettori a chiamarlo "Fuck" ("fottere")..
La rivista è distribuita in tutto il Canada come pubblicazione gratuita a campus, sedi di stazioni radio di comunità, bar, sale da concerto, negozi di dischi, cinema, biblioteche, caffetterie, minimarket e bancarelle. È disponibile anche con un abbonamento con la consegna a domicilio.

## Collaborazioni
Dal 2012, il giornalista Stephen Carlick produce contenuti per !earshot 20, un programma radiofonico disponibile a livello nazionale con syndication attraverso la National Campus and Community Radio Association e prodotto da CFMH-FM a Saint John, nel Nuovo Brunswick. Lo scrittore dello staff Calum Slingerland ha assunto la produzione della rubrica per il programma nel 2017.